# LuneOS
LuneOS is een besturingssysteem, gebaseerd op de Linuxkernel, dat wordt ontwikkeld door de WebOS Ports-gemeenschap. Het systeem is dan ook de opvolger van webOS, dat oorspronkelijk gemaakt werd door Palm en later HP. LuneOS is primair ontworpen voor mobiele apparaten met touchscreens, zoals smartphones en tablets.
Anno 2025 bevindt het systeem zich nog in de alfafase. Dit komt omdat sommige interne hardware niet wordt ondersteund en sommige apps nog steeds fouten bevatten.

## Werking
LuneOS is de opensource-opvolger van webOS, waarbij de gebruikersinterface volledig opnieuw is opgebouwd met behulp van de nieuwste beschikbare technologieën (onder andere Qt/QML en QtWebEngine). Dit in tegenstelling tot het webOS, dat Mojo en later Enyo gebruikte, twee toolkits die gebaseerd waren op webtechnologie (javascript en css). Het is niet bedoeld om te concurreren met iOS of Android op het gebied van functies, maar louter om de interface van webOS te behouden en de werking ervan te garanderen op nieuwere apparaten. Alle apparaten kunnen een zogeheten port van LuneOS hebben; de enige vereiste is een beschikbare rom van CyanogenMod of LineageOS. LuneOS maakt gebruikt van de minimale Android System Image, die is gebouwd met Halium, dat op zijn beurt is gebaseerd op CyanogenMod en LineageOS.
Qua bediening biedt LuneOS dezelfde gebaren en functies als op het oude webOS, zoals de kaarten die worden getoond in de appwisselaar, nadat men vanaf de onderkant van het scherm omhoog veegt, en een globale zoekfunctie, die direct op het startscherm beschikbaar is. Ook het ontwerp van het systeem lijkt nauwgezet op dat van webOS.

## Uitgaven
| Codenaam         | Uitgavedatum | Opmerkingen                              |
| ---------------- | ------------ | ---------------------------------------- |
| Affogato         | 01/09/2014   | Eerste LuneOS-uitgave voor ontwikkelaars |
| Antoccino        | 02/10/2014   |                                          |
| Black Eye        | 01/11/2014   |                                          |
| Black Tie        | 06/12/2014   |                                          |
| Breve            | 09/01/2015   |                                          |
| Americano        | 04/02/2015   |                                          |
| Café au lait     | 13/04/2015   |                                          |
| Café Bombón      | 10/05/2015   |                                          |
| Café Cubano      | 06/06/2015   |                                          |
| Caffè Crema      | 17/08/2015   |                                          |
| Café de Olla     | 07/09/2015   |                                          |
| Caffè Latte      | 06/10/2015   |                                          |
| Caffè Marocchino | 10/12/2015   | Eerste uitgave met QtWebEngine           |
| Caffè Medici     | 13/01/2016   |                                          |
| Café Miel        | 07/02/2016   | Eerste uitgave die bellen ondersteunt    |
| Coffee Milk      | 03/03/2016   |                                          |
| Café Mocha       | 13/05/2016   |                                          |
| Caffè Tobio      | 16/06/2016   |                                          |
| Café Touba       | 09/08/2016   |                                          |
| Cafe Zorro       | 15/09/2016   |                                          |
| Cà phê sữa đá    | 13/10/2016   |                                          |
| Cappuccino       | 25/12/2016   |                                          |
| Chai Latte       | 22/02/2017   |                                          |
| Cold Brew        | 30/04/2017   |                                          |
| Cortado          | 23/07/2017   |                                          |
| Decaf            | 08/10/2017   |                                          |
| Doppio           | 28/11/2018   |                                          |
| Eggnog Latte     | 24/10/2019   |                                          |
| Eiskaffee        | 15/02/2024   |                                          |